# 泰安银行
泰安银行， 最早成立于1986年,原为泰安城区的城市信用社。2007年8月，组建成立泰安市商业银行，2015年11月更名为泰安银行。现有77家营业网点，主要分布在山东省泰安市城区及所辖各区县，在山东省济南市有1家异地分行。总部在山东省泰安市长城路3号圣地大厦。所发行的银行卡名为岱宗卡。